# Kliima
Koordinaten: 57° 52′ N, 27° 29′ O
Kliima (deutsch Klima) ist ein Dorf (estnisch küla) im Südosten Estlands. Es gehört zur Landgemeinde Võru im Kreis Võru (bis 2017 Landgemeinde Orava im Kreis Põlva).

## Einwohnerschaft und Lage
Das Dorf hat zehn Einwohner (Stand 31. Dezember 2011). Es liegt an der Bahnstrecke zwischen dem estnischen Tartu und dem russischen Petschory. Die Entfernung nach Petschory beträgt 8,5 Kilometer.
Das Dorf wurde erstmals 1684 unter dem Namen Klina urkundlich erwähnt.

## Bahnhof
Der Bahnhof von Kliima liegt etwa zwei Kilometer östlich des Ortskerns. Er wurde 1931 eingeweiht. Das Bahnhofsgebäude wurde wahrscheinlich nach Plänen des estnischen Architekten Leon Johanson (1897–1984) errichtet, der zahlreiche Typenprojekte für Bahnhöfe projektierte. 1980 schlossen die sowjetischen Eisenbahnbehörden den Bahnhof. Später wurde darin ein Laden untergebracht, der Anfang der 1990er Jahre schloss. Heute ist das Gebäude verfallen.

## Persönlichkeiten
Berühmtester Sohn des Ortes ist der Schriftsteller Leo Kunnas. Er wurde 1967 in Kliima geboren.